# Isoxya mossamedensis
Isoxya mossamedensis är en spindelart som beskrevs av Benoit 1962. Isoxya mossamedensis ingår i släktet Isoxya och familjen hjulspindlar.
Artens utbredningsområde är Angola. Inga underarter finns listade i Catalogue of Life.